# Hypena madefactalis
Hypena madefactalis là một loài bướm đêm thuộc họ Erebidae. Loài này có ở extreme miền nam Canada (Quebec) tới Georgia và Texas.
Sải cánh dài 25–32 mm. Con trưởng thành bay từ tháng 4 đến tháng 8 ở phía nam và từ tháng 5 đến tháng 8 in the north. Mỗi năm loài này có ít nhất hai thế hệ.
Ấu trùng ăn walnut, mainly Juglans nigra và Juglans cinerea. Larvae have also been reared on shagbark cây mại châu.